# Белая амфисбена
Белая амфисбена, или ибижара (лат. Amphisbaena alba) — вид пресмыкающихся из семейства амфисбен.
Средняя длина достигает 60 см, максимальная длина до 75 см. Сверху блестящего жёлто-бурого, коричневого или красного цвета. По бокам значительно светлее, а снизу молочно-белого цвета. Голова короткая, крепкая, широкая, лопатообразная. Туловище вытянутое, стройное. Конечности полностью отсутствуют.
Любит тропические леса и саванны. Селится в муравейниках и термитниках, найдена в гнёздах муравьёв-листорезов рода Atta. Питается насекомыми и их личинками, членистоногими.
Самка откладывает в муравейниках и термитниках 8-16 яиц. Новорождённые детёныши тут же получают пищу в виде личинок и коконов муравьёв.
Вид распространён в Панаме, Колумбии, Эквадоре, Венесуэле, Гвиане, Гайане, Суринаме, на острове Тринидад, в Перу, Боливии, Парагвае, на востоке Бразилии.